# Hebräische Walzenschnecke

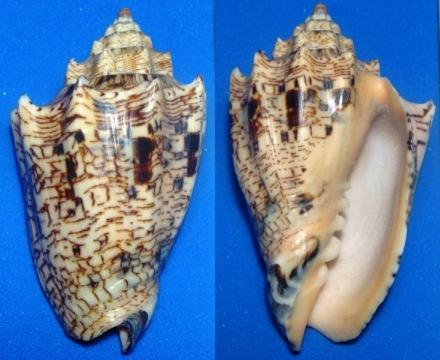
Gehäuse von Voluta ebraea

Die Hebräische Walze oder Hebräische Walzenschnecke (Voluta ebraea) ist eine Schnecke aus der Familie der Walzenschnecken (Gattung Voluta), die an der Küste Brasiliens verbreitet ist. Sie ernährt sich von Schnecken und Muscheln.

## Merkmale
Das eikreiselförmige, dicke, axial gerippte Schneckenhaus von Voluta ebraea, das bei ausgewachsenen Schnecken eine Länge von etwa 10 bis 15 cm, ausnahmsweise auch über 20 cm erreicht, hat ein kegelförmiges, knotig höckeriges Gewinde mit höckerigen Umgängen und eine Columella mit 5 Falten, von denen die unteren am größten sind. Die Umgänge sind oben an der Kante mit großen Höckern gekrönt. Die blass gelbbraune Oberfläche des Gehäuses ist mit spiralig verlaufenden braunroten, welligen Linien gezeichnet, die in gedrängten Binden stehen.
Das hornige Operculum ist zugespitzt eiförmig und bedeckt einen Teil der Gehäusemündung.
Die Schnecke ist wie das Gehäuse weißlich und mit einem ähnlichen Muster aus dunkelbraunen Linien gezeichnet. Sie hat einen großen, kräftigen Fuß und einen langen Sipho.

## Verbreitung
Die Hebräische Walze lebt im westlichen Atlantischen Ozean an der Küste Brasiliens. Von der Notenschnecke der Karibik ist sie durch die Süßwasserbarriere an der Amazonasmündung isoliert.

## Lebensraum und Lebensweise
Die Hebräische Walze lebt in der Gezeitenzone und bis in 40 m Tiefe, vorwiegend auf sandigem Untergrund, doch ist sie auch auf Felsen, auf Sand zwischen Algen und auf Schotter zu finden. Sie fehlt in Wasser mit zu geringem Salzgehalt.
Voluta ebraea frisst Muscheln und Schnecken. Auf Riffen vor Cabo Branco (João Pessoa, Paraíba) beobachtete Hebräische Walzenschnecken sind tagaktiv und fressen Herzmuscheln (Trachycardium muricatum), wobei sie die Beute offensichtlich durch chemische Reize wahrnehmen. Bei der Annäherung an die Muschel hebt die Schnecke die Vorderkante ihres Fußes und begräbt sie darunter.

## Lebenszyklus
Wie andere Neuschnecken ist Voluta ebraea getrenntgeschlechtlich. Das Männchen begattet das Weibchen mit seinem Penis. Das Weibchen befestigt seine durchscheinenden, halbkugeligen Eikapseln, die einen Durchmesser von etwa 18 mm (15 bis 30 mm) haben, mit der flachen Seite einzeln an einem festen Substrat, nach Beobachtungen in Seegraswiesen am Strand von Paracurú (Ceará) an der Grünalge Udotea occidentalis. Eine Eikapsel enthält etwa 5 Eier in einem eiweißreichen Nährmedium. Das Veliger-Stadium, währenddessen der Embryo mit seinem Velum einen ständigen Flüssigkeitsstrom erzeugt und dabei Nährflüssigkeit aufnimmt, wird in Gänze innerhalb der Eikapsel durchlaufen. Pro Kapsel entwickeln sich 2 bis 5 (durchschnittlich 3) Schnecken. Nach mehreren Wochen schlüpfen durch eine Öffnung in der Mitte der Kapsel, die durch eine Naht mit dem Rand verbunden ist, junge fertige Schnecken, die nach Messungen in Paracurú etwa 8 mm lange Gehäuse mit etwa 2 ¼ Windungen haben. Wegen des fehlenden pelagischen Veliger-Stadiums hat die Schnecke ein begrenztes Verbreitungsgebiet.

## Feinde
Trotz ihrer dicken Schale hat Voluta ebraea Feinde. Zu den wichtigsten Fressfeinden gehören Kraken, darunter der Gemeine Krake.

## Nutzung durch den Menschen und Gefährdung
Voluta ebraea wird wegen ihres Gehäuses gesammelt, das als Schmuck verkauft wird. Darüber hinaus wird das Fleisch gegessen. Wegen Überfischung wird die Art als gefährdet eingestuft. Auf Grund ihrer relativ geringen Anzahl an Nachkommen und wegen des fehlenden pelagischen Veliger-Stadiums kann sie verlorene Lebensräume nur schwer wieder besiedeln. Ein Schlüssel für den Erhalt der Art wird im Schutz der Gelege gesehen.